# Cecilia Schelin Seidegård
Cecilia Schelin Seidegård (18 de mayo de 1954, en Estocolmo como Irene Cecilia Schelin), es una bioquímica sueca y desde el 1 de enero de 2010 es gobernadora del condado de Gotland.
Seidegård creció en Visby. En su juventud estuvo activa en Estudiantes Libres, un partido político de un sindicato de estudiantes. Para 1981-82, fue vicepresidente de la Unión Nacional de Estudiantes de Suecia.
Obtuvo un doctorado en bioquímica, y luego trabajó en la industria farmacéutica, especialmente en el Grupo Astra, donde fue directora de investigación en AstraZeneca. Entre 2003 y 2004, fue CEO de Hospital Universitario de Huddinge, y en el periodo 2004 y 2007, fue directora del Hospital Universitario de Karolinska. Desde 2004 ha sido presidenta de la Junta directiva del Real Instituto de Tecnología. Desde 2008, ha sido también presidenta del Systembolaget. Fue elegida en 2007 como miembro de la Real Academia Sueca de Ciencias de la Ingeniería.